# کشتک
کشتک (ترکی آذربایجانی: Keştək  یا کشدک Keşdək) یک منطقهٔ مسکونی در جمهوری آرتساخ است که در استان شاهومیان واقع شده‌است.